# Интернализация
Интернализа́ция (от лат. interims — внутренний) — процесс освоения внешних структур, в результате которого они становятся внутренними регуляторами.

## В социологии
В социологии интернализацию определяют как процесс перехода знания из субъективного в объективное для общества. После этого оно может быть передано следующим поколениям.

## В психологии
В психологии интернализацией или интериоризацией (от лат. interior — внутренний; фр. intériorisation — переход извне внутрь; англ. interiorization (inter-nalization); нем. Interiorisation) называется процесс превращения внешних реальных действий, свойств предметов, социальных форм общения в устойчивые внутренние качества личности через усвоение индивидом выработанных в обществе (общности) норм, ценностей, верований, установок, представлений и т. д.
В психоаналитической традиции интернализация понимается как механизм, «посредством которого объекты внешнего мира получают постоянное психическое представительство, то есть посредством которого восприятия превращаются в образы, формирующие часть нашего психического содержимого и структуру». Подобная трактовка сближает понятие «интернализация» с интериоризацией. В связи с этим А. В. Серый аргументированно отстаивает точку зрения, что интернализация — это более сложный механизм, предполагающий сознательное и активное восприятие окружающего мира, а также активное воспроизводство принятых норм и ценностей в своей деятельности. Кроме того, интернализация подразумевает принятие на себя ответственности, интерпретацию значимых событий как результата своей собственной деятельности. В предлагаемой нами модели развития системы ценностных ориентаций личности выделяются три основных процесса: адаптация, социализация и индивидуализация. Эти процессы, последовательно возникающие в указанном порядке и повторяющие на соответствующем новом витке личностного развития общие закономерности, в дальнейшем протекают одновременно. Каждый из этих процессов носит двойственный характер, отражающий на своем уровне баланс влияния индивида и среды на формирование ценностей и реализующийся посредством действия соответствующих парных механизмов: ассимиляции и аккомодации, идентификации и отчуждения, интернализации и экстернализации (более подробно смотри в Яницкий М. С. Ценностные ориентации личности как динамическая система. Кемерово, 2000).

## В педагогике
Интернализацию изучают как способ для мотивации в процессе обучения. При интернализации происходит усвоение ценностей до такой степени, что они определяют поведение индивида.

## В экономике
Интернализацией называется экономическая стратегия, направленная на сокращение или устранение отрицательных внешних эффектов путём превращения их во внутренние.

## Управление знаниями
Интернализация знаний — процесс перевода знаний из явного в неявное состояние. Термин впервые описан Ikujiro Nonaka и Hirotaka Takeuchi в модели SECI.